# Treppengiebelchen
Das Treppengiebelchen (Propebela turricula), auch als Kleine Treppenschnecke oder Kleine Lora (Synonyme: Lora turricula, Oenopota turricula und Bela turricula) bekannt, ist eine Schnecke aus der Familie der Mangeliidae, die wie die verwandten Kegelschnecken zu den Pfeilzünglern (Conoidea) gehören. Die Schnecke frisst Vielborster, die sie mit ihren Radulazähnen harpuniert.

## Verbreitung
Man findet das Tier auf Weichböden in der Dauerflutzone des Atlantiks und seiner Seitenmeere Ärmelkanal, Nordsee und Ostsee.
Es lebt in Tiefen von 20 bis 270 Metern auf Sand- und Schlickgrund, auf Sandbänken mit dem Vielborster Sabellaria.

## Aussehen
Das Treppengiebelchen hat bis zu acht deutlich voneinander abgesetzte Umgänge, die Mündung des Gehäuses ist lang und keulenförmig, mit einer kurzen Siphonalrinne. Auf der Oberfläche des Gehäuses der 1,8 cm hohen Schnecke lassen sich breite Axialrippen und zarte Spiralrippen erkennen. Das Gehäuse des Tieres ist weiß, gelb, braun, manchmal sogar fast grau.

## Entwicklungszyklus
Im Gegensatz zu den meisten bekannten Conoidea ist das Treppengiebelchen ein protandrischer Hermaphrodit, also zuerst Männchen und dann Weibchen. Es findet innere Befruchtung statt, und das Weibchen legt Eikapseln ab, aus denen frei schwimmende Veliger-Larven mit nur einem – dem rechten – Fühler schlüpfen. Diese metamorphosieren erst nach einer pelagischen Phase zu kriechenden Schnecken.

## Nahrung
Das Treppengiebelchen ist wie alle Pfeilzüngler eine räuberische Schnecke, deren Radula mit Giftzähnen besetzt ist. Das gibt ihr die Möglichkeit, ihre Opfer – kleine Ringelwürmer – zu lähmen und dann zu töten. Als Beutetier wurde im Öresund der Vielborster (Polychaet) Spiophanes bombyx aus der Familie Spionidae beobachtet.